# Еличе
Ѐличе (на италиански: Elice) е село и община в Южна Италия, провинция Пескара, регион Абруцо. Разположено е на 259 m надморска височина. Населението на общината е 1724 души (към 2010 г.).